# پاسیفیک جانکشن (آیووا)
پاسیفیک جانکشن (به انگلیسی: Pacific Junction) شهری در ایالت آیووا کشور ایالات متحده آمریکا است که جمعیت آن در سرشماری سال ۲۰۱۰ میلادی، ۴۷۱ نفر بوده‌است.